# Arancou
Arancou – miejscowość i gmina we Francji, w regionie Nowa Akwitania, w departamencie Pireneje Atlantyckie.
Według danych na rok 1990 gminę zamieszkiwały 122 osoby, a gęstość zaludnienia wynosiła 23 osób/km² (wśród 2290 gmin Akwitanii Arancou plasuje się na 1054. miejscu pod względem liczby ludności, natomiast pod względem powierzchni na miejscu 1408.).
| 1901 | 1962 | 1968 | 1975 | 1982 | 1990 | 1999 |
| ---- | ---- | ---- | ---- | ---- | ---- | ---- |
| 270  | 192  | 145  | 124  | 122  | 122  | 108  |